# Abrocoma vaccarum
La rata chinchilla del Aconcagua (Abrocoma vaccarum) es una especie de roedor del género Abrocoma de la familia Abrocomidae. Habita en el centro-oeste del Cono Sur de Sudamérica.

## Taxonomía
Esta especie fue descrita originalmente en el año 1921 por el zoólogo británico Thomas.
Localidad tipo
La localidad tipo referida es: “Punta de Vacas, a una altitud de 3000 msnm, provincia de Mendoza, centro-oeste de la Argentina.”
Caracterización y relaciones filogenéticas
En el año 1940, Ellerman la consideró una subespecie de Abrocoma cinerea, sin embargo otros autores la elevaron a especie plena. 

## Distribución geográfica
Esta especie es endémica de la zona de Punta de Vacas (departamento Las Heras), a una altitud de 3000 m s. n. m., provincia de Mendoza, centro-oeste de la Argentina. Si bien se sospecha que podría estar extendida algo más en el noroeste mendocino y el sudoeste de San Juan, no hay ejemplares que lo confirmen. Habita en pastizales rocosos de alta montaña.

## Conservación
Según la organización internacional dedicada a la conservación de los recursos naturales Unión Internacional para la Conservación de la Naturaleza (IUCN), al haber muy poca información sobre su distribución, población total y sus requisitos ecológicos, la clasificó como una especie con: “Datos insuficientes” en su obra: Lista Roja de Especies Amenazadas.